# Céramique de Karatsu

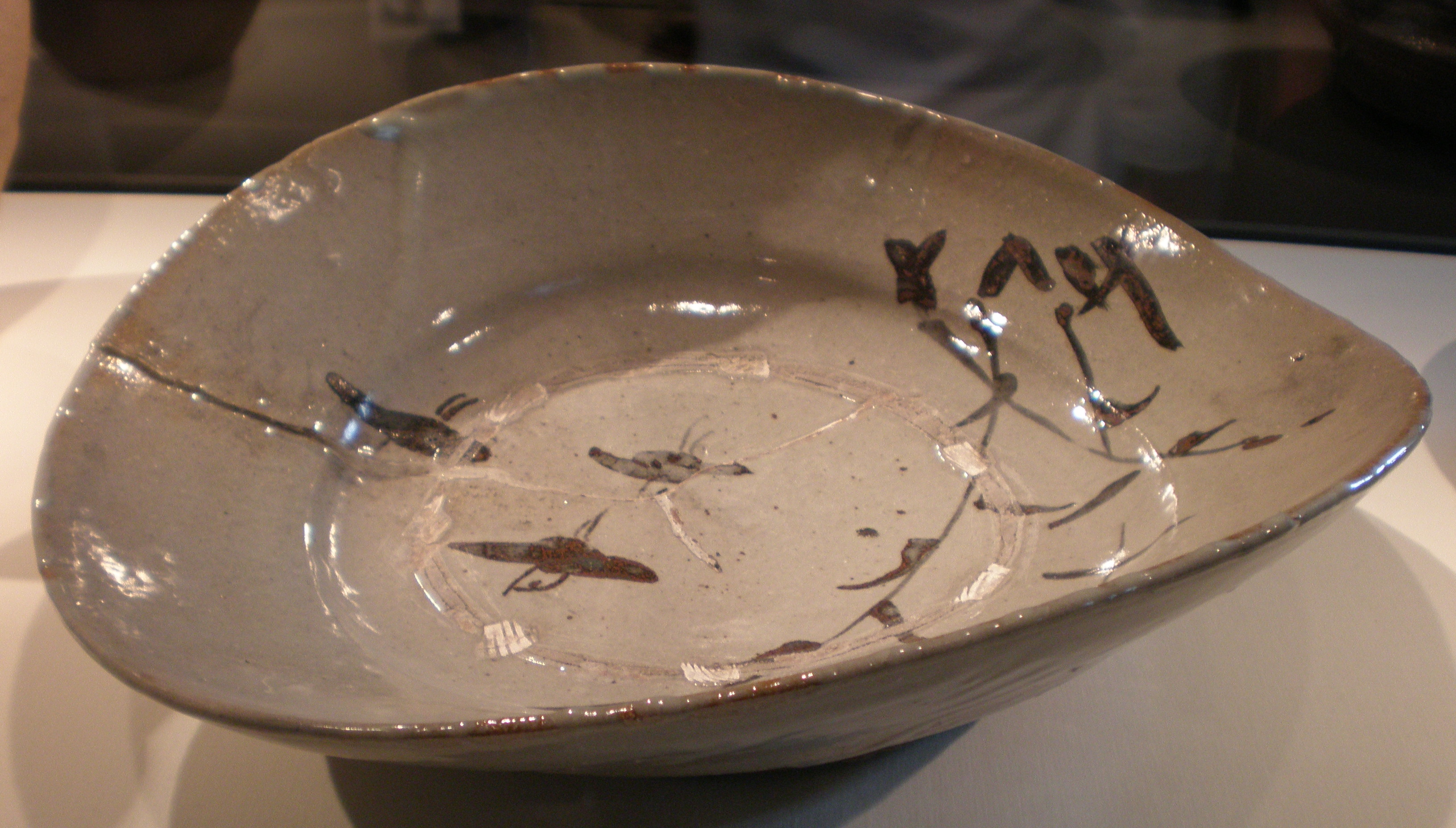
Grand bol avec dessin de mil et de moineaux, env. 1573-1615 de la région de Karatsu. Grès peint à l'oxyde de fer sous couverte transparente. Musée d'art asiatique de San Francisco

La céramique de Karatsu (唐津焼, Karatsu-yaki) est un grès produit aux environs de Karatsu dans la préfecture de Saga au Japon, et dont le style est renommé. Les grès de Karatsu, produits essentiellement entre 1597 et les années 1630, continuent de participer à la renommée de la ville et de ses potiers.

## Caractéristiques
La céramique de Karatsu, renommée pour sa robustesse et son style simple,. Cuite dans des fours en hauteurs, la céramique de Karatsu est fabriquée à partir d'une argile riche en fer. Elle peut être le support d'un décor, et possède une couverte ( glaçure ) transparente, donnant en général un aspect terreux, simple et naturel aux pièces,.
Il existe plusieurs variantes produites dans les zones avoisinantes : la céramique de Takeo Kokaratsu (produite dans la ville voisine de Takeo), la céramique de Taku Kokaratsu et la céramique de Hirado Kokaratsu.
Il existe également de nombreuses dénominations en fonction de caractéristiques des procédés employés, Karatsu peinte, Karatsu tacheté, Karatsu coréenne, entre autres et qui caractérisent des styles bien différenciés.
Un ancien diction désigne la hiérarchie des modèles en céramique utilisés pour la cérémonie du thé japonaise : « D'abord, raku. En second lieu, hagi. Troisièmement, Karatsu », pour laquelle elle est considérée comme la meilleure,.

## Histoire
Karatsu a été une plaque tournante d'échanges et de commerce extérieur depuis les temps anciens et un centre de production de poterie depuis l'époque Azuchi Momoyama. De nos jours, il existe de nombreux fours encore utilisés ainsi que des ruines de fours dispersées dans toute la région de la préfecture de Saga. Le style de la poterie tire son nom de l'endroit où elle est produite.
Les historiens s'accordent à penser que les techniques utilisées pour la création de la porcelaine de Karatsu ont été importées de la péninsule coréenne au cours des invasions japonaises de la Corée à la fin du XVIe siècle,, bien que certaines théories suggèrent que ces techniques étaient en usage avant cette période.
La céramique de Karatsu était créée à l'origine pour les articles d'usage quotidien tels que la vaisselle, les cruches et autres articles ménagers. Le style est considéré un bon exemple de l'esthétique wabi-sabi et les bols, assiettes et autres instruments de porcelaine Karatsu sont souvent utilisés lors des cérémonies du thé,. La poterie en général est souvent appelée « porcelaine de Karatsu » dans l'ouest du Japon en raison de la quantité de poterie produite dans la région de Karatsu.

## Styles
Karatsu décorée à la brosse (絵唐津, Ekaratsu)
Différents décors figuratifs (fleurs, plantes, oiseaux, créatures mythologiques, etc.) sont peints sur la pièce à l'oxyde de fer sous glaçure transparente ou d'un gris semi-transparent qui permet à la glaçure d'apparaître. Ce style est connu pour sa couleur terreuse et sa conception simple.
Karatsu coréenne (朝鮮唐津, Chōsen Karatsu)
Ce style traditionnel a été introduit par un ou plusieurs potiers amenés de la dynastie Joseon pendant les invasions japonaises de la Corée. Il possède un vernis noir placé sous une glaçure blanche obtenue par cuisson avec de la paille. Les deux émaux se fondent et donnent un sentiment d'oppositions.
Karatsu tachetée (斑唐津, Madara Karatsu)
Karatsu Mishima (三島唐津)
obtenu par des incrustations à l'engobe
Karatsu blanche (粉引唐津, Kohiki Karatsu)
Okugōrai (奥高麗)
Karatsu Seto (瀬戸唐津)
Karatsu verte (青唐津, Aokaratsu)
Karatsu jaune (黄唐津, Kikaratsu)
Karatsu gravée (彫唐津, Hori Karatsu)
bols cylindriques à parois droites et profondément gravés de croisillons,
Karatsu brossée (刷毛目唐津, Hakeme Karatsu)
Karatsu peignée (櫛目唐津, Kushime Karatsu)
Karatsu peau de serpent (蛇蝎唐津, Jakatsu Karatsu)
Karatsu Nisai (二彩唐津)
Il faut noter aussi des bols aux parois déformées : kutsgata, dérivés de la production de Mino. Les mukozuke aux contours géométriques et les coupes à angles rentrants sont aussi voisines des grès de Mino. Les bols okugorai, sont tournés sur un haut pied et semblables aux bols à riz des Coréens.

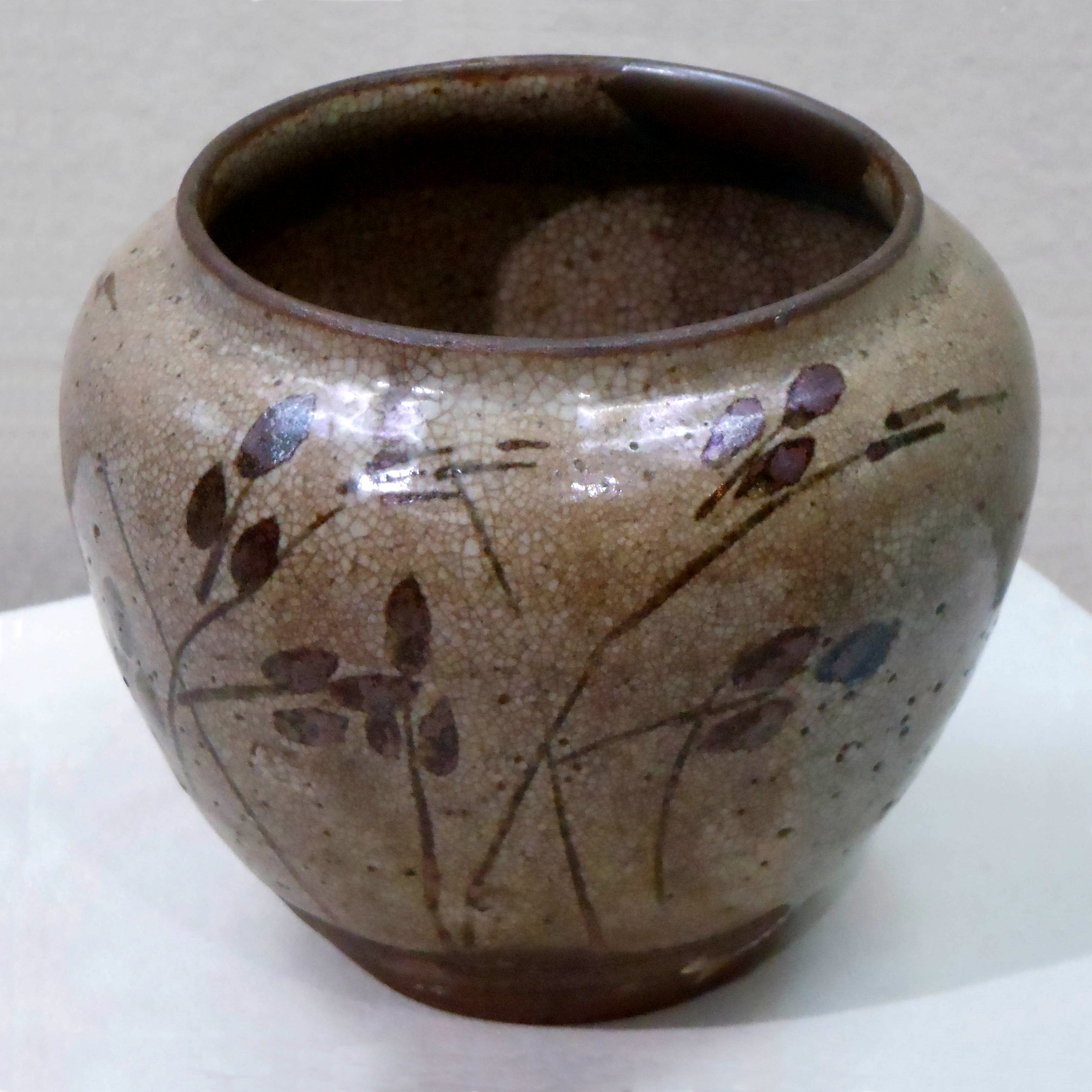
Jarre. Grès peint en oxyde de fer sous couverte transparente, e.karatsu. 1590-1610. Kyushu Ceramic Museum
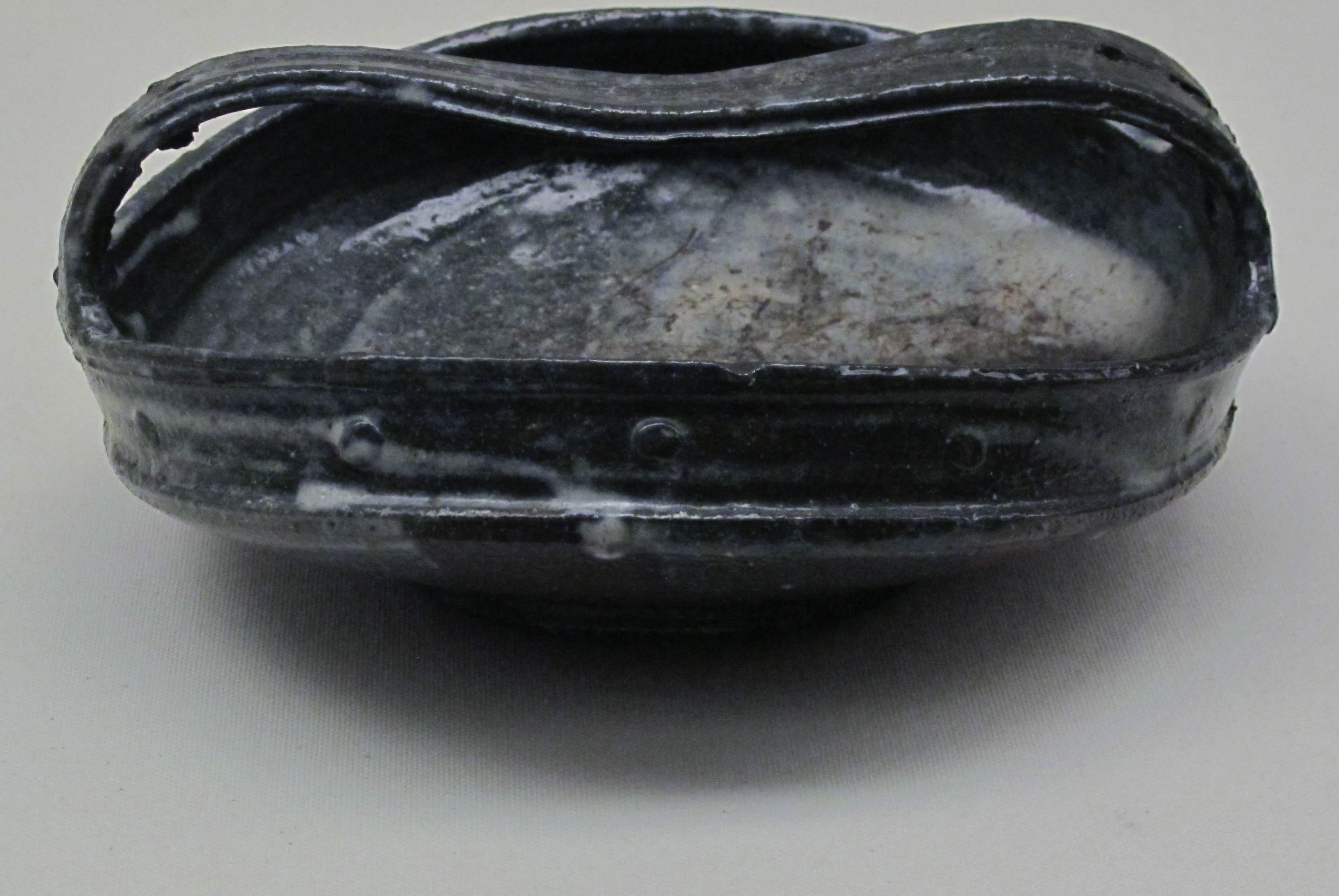
Bol ovale à anse, à parois déformées. Type Karatsu noir, grès à couverte noire, sous couverte transparente ? XVIIe – XVIIIe siècle. Museum für Asiatische Kunst. Berlin
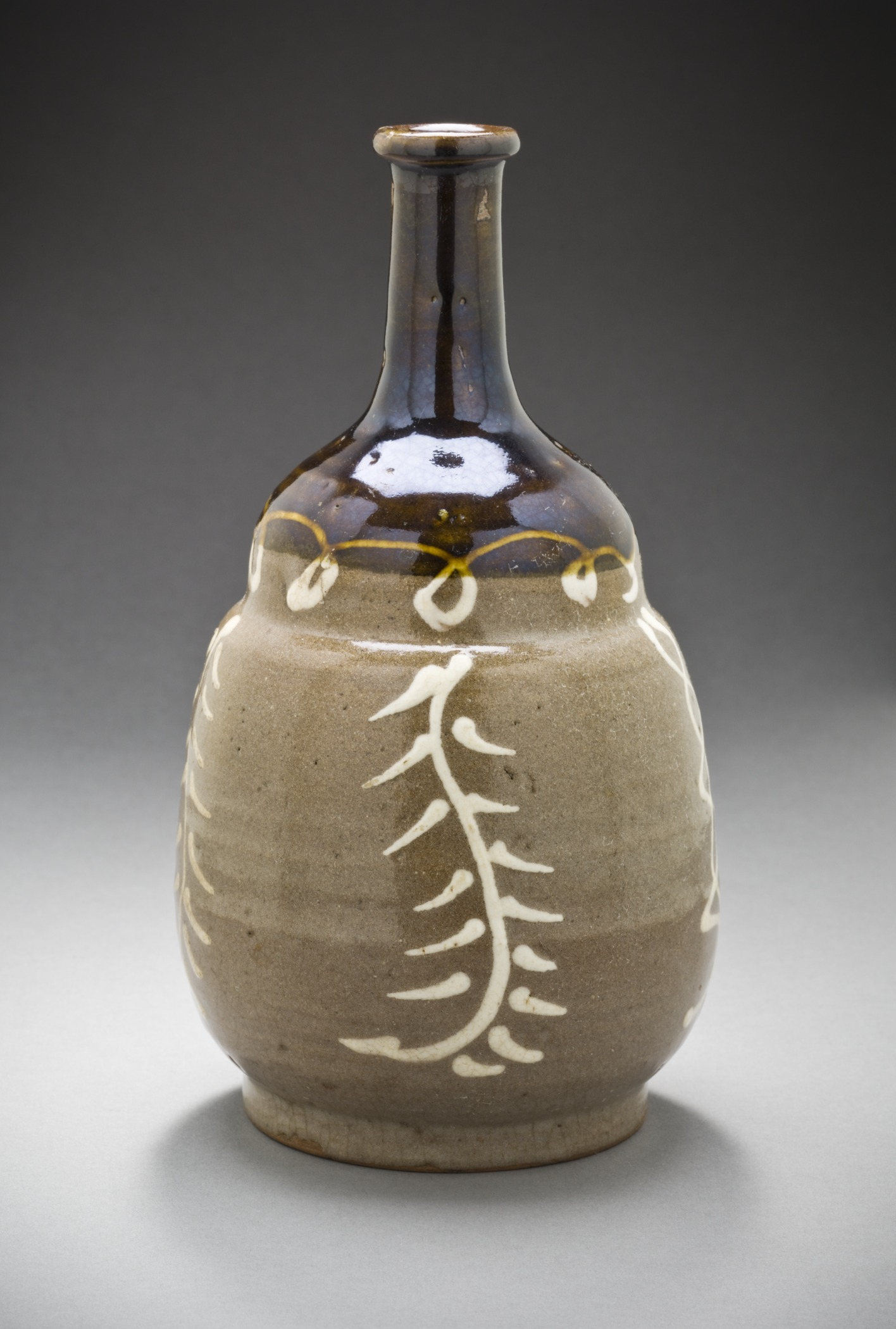
Bouteille à saké,tokkuri. Grès peint à l'engobe, hakeme,  et au brun de fer, couverte transparente. Fin XVIIIe siècle. LACMA
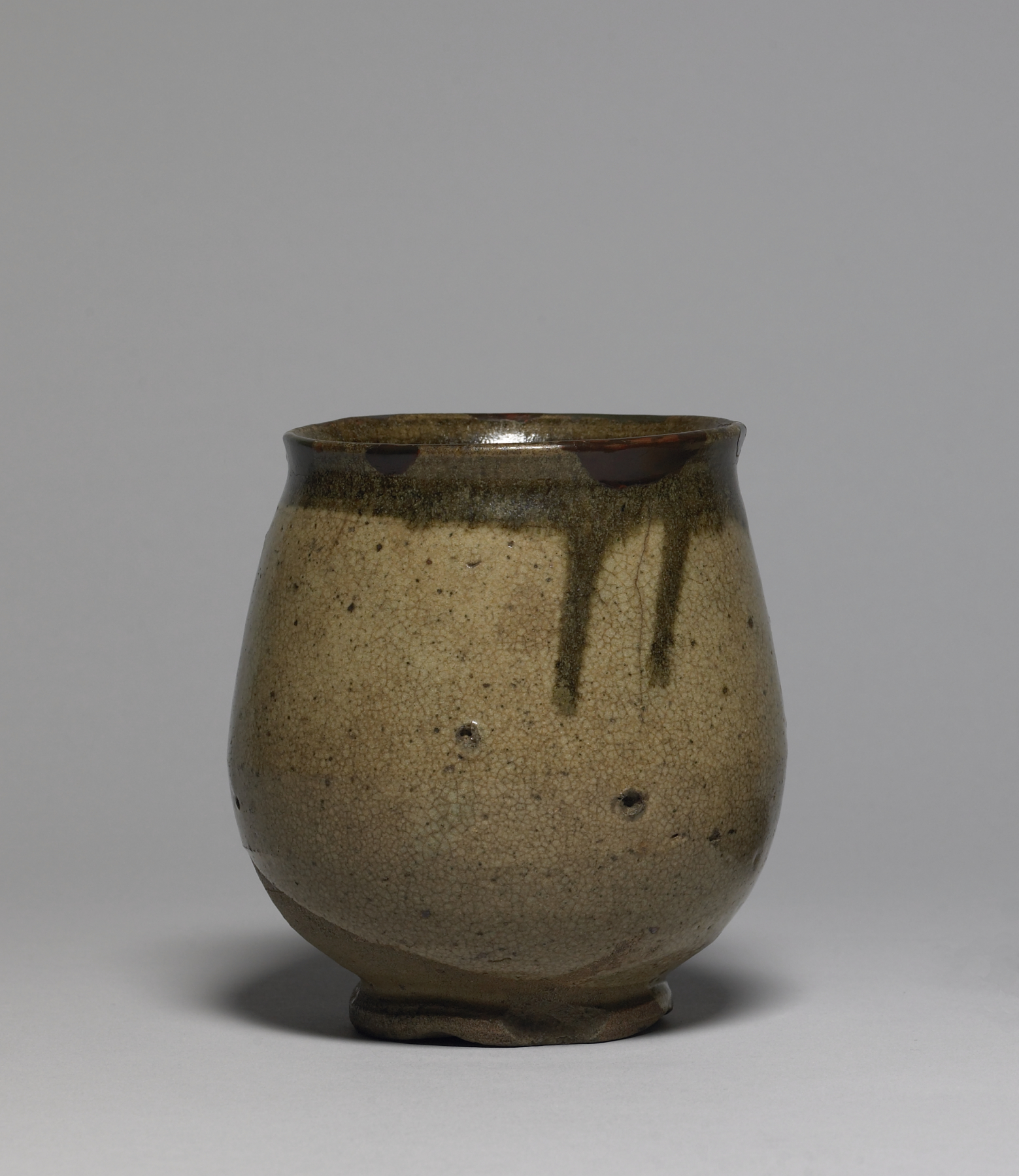
Récipient pour la cérémonie du thé. Grès peint à couverte de cendre sous couverte transparente. Début XIXe siècle. Walters Art Museum
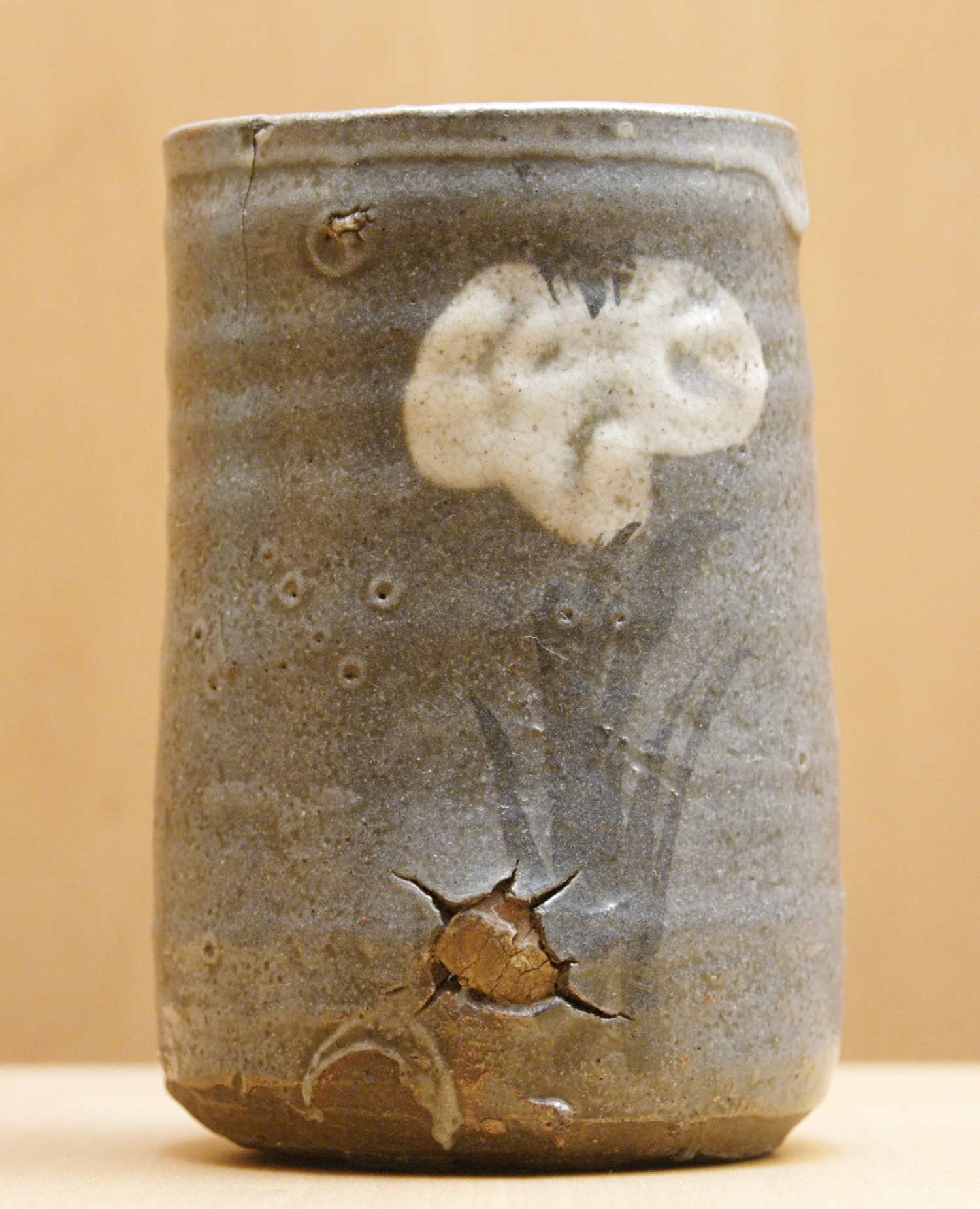
Bol à thé,  chawan, cylindrique[10]. Grès, type karatsu peint. Musée des beaux-arts de Lyon

## Source de la traduction
- (en) Cet article est partiellement ou en totalité issu de l’article de Wikipédia en anglais intitulé « Karatsu ware » (voir la liste des auteurs).